# 森口美都男
森口美都男（もりぐち　みつお、1921年6月12日 - 1993年3月18日）は、日本の哲学者、京都大学名誉教授。ヨーロッパの哲学を研究。

## 来歴[2]
フランス・パリ生まれ。1939年京都府立京都第一中学校卒、1942年第一高等学校（文科甲類）卒、1947年京都帝国大学文学部哲学科卒、1949年京都帝国大学大学院修了。1950年大阪市立大学法文学部助手、1951年同講師、1957年大阪市立大学文学部助教授、1965年京都大学文学部倫理学科助教授、1967年同教授、1985年定年退官、名誉教授。

## 著書
- 『「世界」の意味を索めて（森口美都男哲学論集 1）』晃洋書房 1979
- 『ルソーの宗教観』第三文明社（レグルス文庫）1980
- 『現実（森口美都男哲学論集 2）』晃洋書房 1981
- 『隠すということ（森口美都男哲学論集 3）』晃洋書房 1985

## 翻訳
- マックス・ピカート『神よりの逃走』坂田徳男・佐野利勝共訳、みすず書房 1963
- アンリ・ベルクソン『道徳と宗教の二つの源泉』世界の名著 中央公論社 1969／中公クラシックス 全2巻 2003
- イマヌエル・カント「人倫の形而上学<徳論>」佐藤全弘共訳 世界の名著 中央公論社 1972

## 参考
- 『森口美都男先生追想』「追想集」編集委員会 1996